# Cristovão da Sá
Cristovão da Sá, noto anche come Cristovão da Lisbona (Lisbona, 1568 circa – Goa, 31 marzo 1622), è stato un arcivescovo cattolico portoghese.

## Biografia
Abbracciò la vita religiosa tra i gerolamini del monastero di Belém ed emise la sua professione il 9 giugno 1584.
Fu eletto e consacrato vescovo di Malacca nel 1604 e partì per la sua diocesi nella primavera del 1605; fu trasferito alla sede arcivescovile di Goa nel 1610.
Il 17 luglio 1613 posò la prima pietra della nuova cattedrale di Goa. Su incarico di papa Paolo V (breve del 6 febbraio 1616) stabilì i confini delle diocesi di Cranganore e Cochin.
Nel 1619 convocò a Goa una conferenza per esaminare il metodo di evangelizzazione dei gesuiti di Roberto de Nobili, da lui non condiviso; gli atti dell'inchiesta furono inviati a Roma, ma l'arcivescovo morì prima che dalla Santa Sede giungesse una risposta.